# Conductance cutanée

Exemple d'enregistrement d'une réponse électrodermale sur une durée 60 secondes. L'ordre de grandeur du potentiel électrique mesuré par le galvanomètre sur l'axe des ordonnées est le millivolt.

L'activité électrodermique (souvent dite électrodermale par anglicisme) est une activité électrique biologique enregistrée à la surface de la peau et reflétant l'activité des glandes sudoripares. Celles-ci sont sous le contrôle du système nerveux sympathique et sont activées par les décharges nerveuses d’origine centrale. Par conséquent, l'activité électrodermique peut être modulée par les états cognitifs et émotionnels et constitue donc un indicateur physiologique de la perception de l'individu et de son comportement.
L'utilisation de l'activité électrodermique se retrouve dans l'exploration d'un grand nombre de processus psychologiques tels que la prise de décision, la charge mentale, la spécialisation hémisphérique, la préparation à l’action, les variations de vigilance et les émotions.

## Histoire
L'étude scientifique du réflexe cutané galvanique a commencé au début des années 1900. Le psychologue C.G. Jung est parmi les premiers à utiliser son enregistrement en psychanalyse et il relate cette expérience dans son ouvrage Studies in Word Analysis (Études sur l'analyse du mot) publié en 1906. Wilhelm Reich a également étudié la réponse électrodermique dans des expériences menées à l'Institut de psychologie de l'Université d'Oslo, en 1935 et 1936, dans le but de confirmer l'existence d'une charge bio-électrique derrière son concept de « courants végétatifs de plaisir ».
Dans les années 1960 et jusqu'à la fin des années 1970, la réponse psychogalvanique a été utilisée dans tous les domaines de la psychologie pour des recherches très variées. Relevons en particulier les travaux d'Alphonse Gay et sa mise au point du Micropléthysmographe. Son utilisation a été ensuite supplantée par des techniques plus sophistiquées comme l'EEG et l'IRM fonctionnelle. Elle connaît toujours une ample utilisation en raison de son faible coût.